# Ravnsborggade
Ravnsborggade er en gade på Indre Nørrebro i København, tæt på søerne og Dronning Louises Bro. Gaden løber parallelt med Sortedam Dossering mellem Nørrebrogade og Sankt Hans Gade.
Ravnsborg Skanse, som Christian 4 havde planlagt som et fremskudt forsvarsværk foran Københavns volde, skulle opføres på stedet, hvor gaden ligger i dag. Skansen blev aldrig bygget færdig. I stedet fik Johan Merhof tilladelse til at åbne et gæstgiveri i 1661, som var Nørrebros første. Omtrent hvor Ravnsborggade 7 ligger i dag, blev der bygget et landsted, Store Ravnsborg, fra 1827 tilhørende Den Bestandige Borgerlige Forening med formålet "ved Samtale og passende Fornøjelse at sørge for [skaffe] Mand og Borgere anstændig Moro efter deres Arbejde". Store Ravnsborg blev efterfølgende ophav til vejnavnet. I 1700-tallet var det i nærheden af "Den stærke mands have", hvor en mand optrådte med at løfte en hest med rytter, samtidig som han drak af et glas med den anden hånd.
I Store Ravnsborg åbnede Nørrebros Teater i 1886, men brændte i 1931. I Ravnsborggade 3 ligger Nørrebro Teater.
Bryggeriet Ravnsborg tog navn efter lokaliteten. Ravnsborggade er kendt for sine mange antikvitetshandlere, og er fra omkring 2010 blevet en fremtrædende café-, bar- og restaurantgade.
Der er i sommerhalvåret loppemarkeder på Ravnsborggade, hvor både private og lokale handlende sælger ud af nyt og gammelt. Den årlige elektroniske musikfestival Distortion finder delvis sted i Ravnsborggade.
Bladet Socialisten havde en overgang redaktion i Ravnsborggade 21, og det var her Louis Pio blev arresteret den 4. maj 1872.